# غابرييل فنسنت
غابرييل فنسنت هي رسامة توضيحية وكاتِبة وكاتبة للأطفال بلجيكية، ولدت في 9 سبتمبر 1928 في بروكسل في بلجيكا، وتوفي بنفس المكان في 24 سبتمبر 2000.

## وصلات خارجية
- غابرييل فنسنت على موقع IMDb (الإنجليزية)
- غابرييل فنسنت على موقع ألو سيني (الفرنسية)
- غابرييل فنسنت على موقع قاعدة بيانات الفيلم (الإنجليزية)